# 堡草坪 (南卡罗来纳州)
堡草坪（英文：Fort Lawn），是美国南卡罗来纳州下属的一座城市。城市类型是“Town”。其面积大约为1.39平方英里（3.61平方公里）。根据2010年美国人口普查，该市有人口895人，人口密度约为每平方 英里642.5人（约合每平方公里248.08人）。